# Joseph Tchako
Joseph Tchako (30 marzo 1993) è un calciatore francese, difensore del Le Mons-Dore e della Nazionale neocaledoniana.

## Carriera

### Nazionale
Ha debuttato con la Nazionale Under-23 il 3 luglio 2015, in Papua Nuova Guinea-Nuova Caledonia (0-1). Ha collezionato in totale, con la Nazionale Under-23, 4 presenze. Ha debuttato in Nazionale maggiore il 26 marzo 2016, nell'amichevole Vanuatu-Nuova Caledonia (2-1). Ha partecipato, con la Nazionale maggiore, alla Coppa delle nazioni oceaniane 2016.